# Lucrèce Borgia (film, 1919)
Pour les articles homonymes, voir Lucrèce Borgia (homonymie).
Pour plus de détails, voir Fiche technique et Distribution.
Lucrèce Borgia (titre original : Lucrezia Borgia) est un film italien réalisé par Augusto Genina en 1919.

## Synopsis
La vie et la mort de Lucrèce Borgia...

## Fiche technique
- Titre original : Lucrezia Borgia
- Pays de production :  Royaume d'Italie
- Année : 1919
- Réalisation : Augusto Genina
- Sujet : Fausto Salvadori
- Société de production : Itala Film – Unione Cinematografica Italiana
- Langue : italien
- Format : Noir et blanc – 1,33:1 – 35 mm – Muet
- Genre : Film biographique
- Dates de sortie :
  - Royaume d'Italie : 1919

## Distribution
- Diana Karenne : Lucrezia Borgia